# Edifici d'habitatges a l'avinguda Blondel (Lleida)
L'Edifici d'habitatges a l'avinguda Blondel és una obra eclèctica de Lleida protegida com a Bé Cultural d'Interès Local.

## Descripció
Edifici que tanca l'illa de cases amb façana a tres carrers, de planta baixa i cinc nivells, amb dos habitatges per nivell. Façana que recupera elements històrics i dona caràcter de principal a la cara de Blondel, sense oblidar la unitarietat de l'edifici. Parets de càrrega i forjats isostàtics. Pedra i fàbrica de totxo.

## Història
Transformacions als baixos comercials.